# So This Is Love?
So This Is Love? is een Amerikaanse filmkomedie uit 1928 onder regie van Frank Capra. De film werd destijds in Nederland uitgebracht onder de titel De held uit liefde.

## Verhaal
De modeontwerper Jerry McGuire heeft er genoeg van dat iedereen hem steeds voor een doetje verslijt. Hij gaat stiekem trainen als bokser. Hij wil Spike Mullins een lesje leren en zo de genegenheid winnen van de winkelbediende Hilda Jenson.

## Rolverdeling
| Acteur              | Personage     |
| ------------------- | ------------- |
| Shirley Mason       | Hilda Jenson  |
| William Collier jr. | Jerry McGuire |
| Johnnie Walker      | Spike Mullins |
| Ernie Adams         | Flash Tracy   |
| Carl Gerard         | Otto          |
| William H. Strauss  | Maison Katz   |
| Jean Laverty        | Mary Malone   |